# Howard City (Nebraska)
Howard City è un comune degli Stati Uniti d'America, situato nello Stato del Nebraska, nella contea di Howard.